# Manito, Albay
Manito là một đô thị hạng 4 ở tỉnh Albay, Philippines. Theo điều tra dân số năm 2015, đô thị này có dân số 24.707 người trong.

## Các khu phố (barangay)
Manito được chia thành 15 khu phố (barangay).
- Balabagon
- Balasbas Fabricante Estate
- Bamban Fabricante Estate
- Buyo Fabricante Estate
- Cabacongan
- Cabit
- Cawayan Fabricante Estate
- Cawit
- Holugan
- It-Ba (Pob.)
- Malobago
- Manumbalay
- Nagotgot Fabricante Estate
- Pawa
- Tinapian